# 下大河站

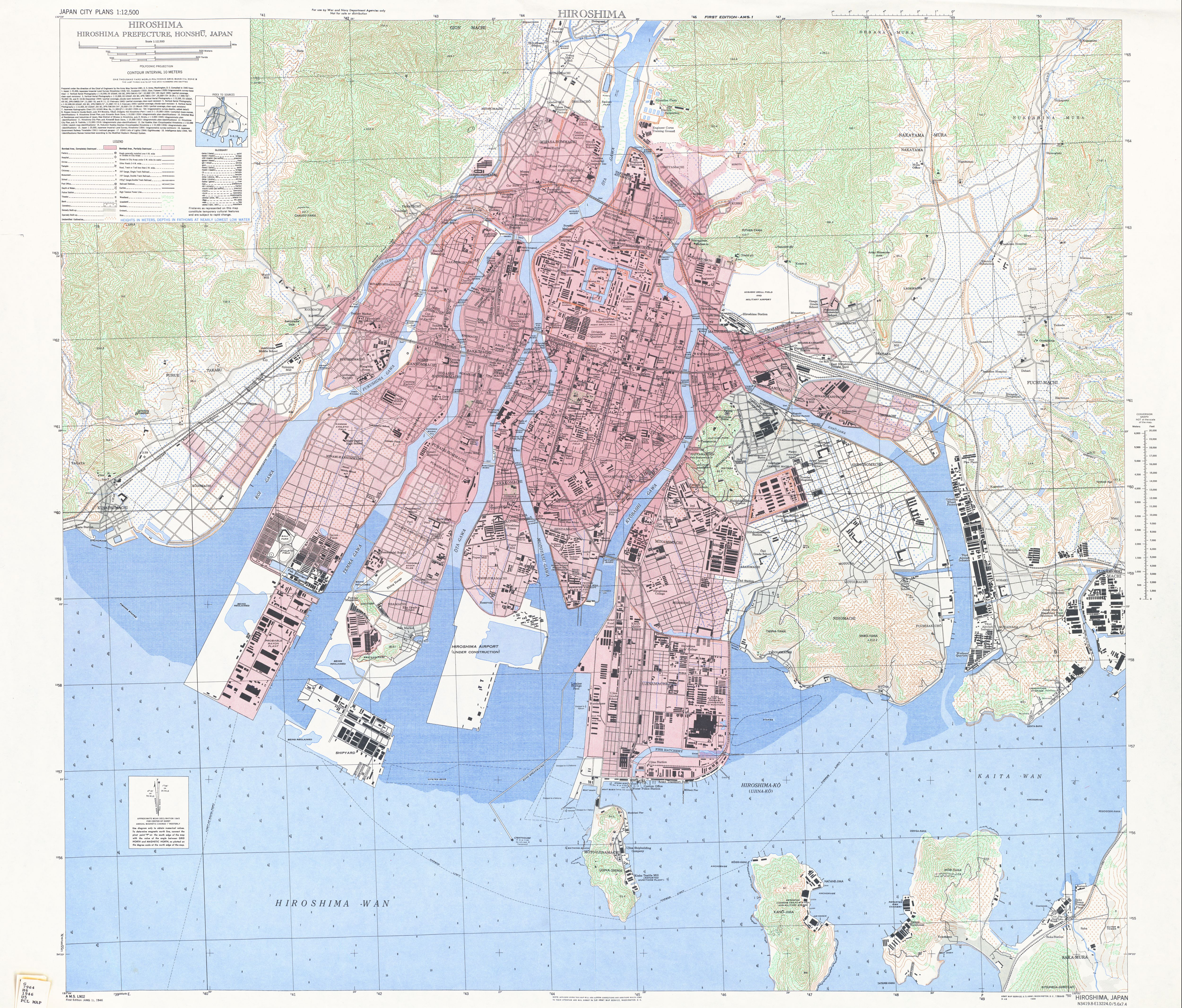
1945年由美軍製作的廣島市地圖。圖中的"Ōkō Station（大河）"便是此站。

下大河站（日语：／ Shimoōkō eki */?）是位於廣島縣廣島市旭町（現時：南區西旭町），日本國有鐵道（國鐵）宇品線的客運車站（廢站）。
此條目將同時記述下大河站的前身「大河地藏前停留場」（日语：／）。

## 概要
在藝備鐵道的時代，此站是宇品線唯一設有列車交會設備的車站。後來隨著藝備鐵道國有化，宇品線由國鐵接管。在戰後的1966年，隨著宇品線一般客運業務廢除，此站也被廢除。截至2012年，車站設施和路軌已完全撤走，遺址變為了小公園，公園內設有紀念碑。

## 歷史
在1931年11月，藝備鐵道開設大河停車場。當時，該站的前站為上大河站（第一代。當時名為「被服支廠前停留場」），而下站為丹那站，分別相距0.6公里和0.5公里。在「大河停車場」開設前，藝備鐵道在同年3月於「大河停車場」南邊13米處開設「大河地藏前停留場」。後來隨著「大河停車場」啟用而廢除「大河地藏前停留場」。在「大河停車場」開業後，成為了宇品線唯一列車交會車站。使宇品線的班次從1日24個往返班次增加至30個往返班次，宇品線的客量有所增加。在1937年11月，藝備鐵道國有化，前站被改名為「上大河站」，而此站也同時改名為「下大河站」。在戰時，由於暫停汽油列車行走，因此部分宇品線車站暫停營業，而此站沒有受影響。
在戰後，此站的主要客源都是比治山女子中學·高等學校、廣島大學附屬中學·高等學校和廣陵高等學校的師生，師生們都步行或轉乘巴士來往學校和車站。但是隨著上下車人次開始減少，在1966年12月，廢除上大河至宇品之間的客運業務，此站與鄰站丹那站一同廢除。因此，宇品線再沒有讓客運列車進行列車交會的車站。
在此站廢除至1972年4月宇品線客運業務全面廢除之間，客運列車會在上大河站折返。由於該站只有單式月台，因此不可以讓機車移動至車頭。使客運列車的客車前後都會連接機車。

### 年表
- 1931年（昭和6年）
  - 3月20日：藝備鐵道大河地藏前停留場啟用[1]。
  - 11月29日：藝備鐵道在大河地藏前停留所北邊13米處開設大河停車場[1]。同日廢除大河地藏前停留場[1]。
- 1937年（昭和12年）7月1日：藝備鐵道國有化，改名為下大河站[1]。
- 1966年（昭和41年）12月20日：廢除上大河站至宇品站之間的客運業務[1]。
- 2001年（平成13年）12月：車站遺址設置「Popo廣場」。

## 車站構造
車站位於廣島市旭町（現時：南區西旭町1番）。此站設有2面2線的相對式月台。西邊的月台旁設有一層高的站舍。車站南邊設有平交道（旭町平交道）。由於此站設有列車交會，因此月台上會有職員交換路牌（電氣路籤（牌）閉塞），站舍內設有宿舍讓站員過夜。

## 車站周邊
- 廣島縣立廣島工業高等學校（日语：広島県立広島工業高等学校） - 在戰前，學校用地曾為廣島陸軍被服支廠（日语：広島陸軍被服支廠）。
- 廣島市立大河小學
- 廣島大學附屬小學（日语：広島大学附属小学校）、中學·高等學校（日语：広島大学附属中学校・高等学校） - 在戰前，學校用地曾為舊制廣島高等學校（日语：広島高等学校 (旧制)）。在戰後初期曾經成為廣島大學教養部校地（舊皆實校園）。
- 旭商店街

## 現狀
在1966年廢除後，站舍和月台等車站設施早已撤走。但由於來往宇品站的貨運列車還在營運，因此還未把路軌撒走，直至1986年10月「宇品四者協定線」廢除為止。關於貨運列車，每日早上只有1個往返班次，因此日間沒有列車通過，使車站遺址範圍便變成了鄰近居民的通道和遊樂場。後來隨著宇品四者協定線廢除，路軌在1990年代初已經撤走。
現在，不只是車站遺址附近，從國道2號至黃金山通之間的舊宇品線區間（即是霞通平交道至丹那平交道之間區間）之路軌完全被撤走。廢線遺址變成道路，而旭町平交道也變為路口。另外截至2012年，西旭町集會所和當地居民在站舍遺址建設了小公園「Popo廣場」，公園內設置了紀念碑以表示曾經該處設有車站（關於舊宇品線車站遺址設置紀念物的車站，除了此站還有丹那站、下丹那站和宇品站）。

## 相鄰車站
鄰站資料截至1966年12月20日。
日本國有鐵道
宇品線
上大河－下大河－丹那

## 注腳

### 出典
1. 1 2 3 4 5 6 7  石野哲（編）.  初版. JTB. 1998-10-01: 277. ISBN 978-4-533-02980-6 （日语）.

## 相關文獻
- 長船友則 （RM LIBRARY 155） Neko出版，2012年　ISBN 9784777053285

除了車站和路線歷史外，還收錄了下大河站的站舍、月台和停站列車等相片。
- 宮脇俊三（日语：宮脇俊三）（編） （Ⅱ） 日本交通公社出版事業局，1996年　ISBN 4533025331

白川淳「宇品線」（pp.122-123），紀述1990年代半的廢線遺址狀況，當中包含了一些照片。

## 相關項目
- 日本鐵路車站列表 Shi

## 外部連結
- 大河町地圖PDF
- 広島ぶらり散歩「ポッポ広場」 （页面存档备份，存于）
- 南區回遊MAP「舊國鐵 宇品線之跡」 （页面存档备份，存于）（日語）
- 地圖、航空照片閱覧服務（國土地理院） - 在車站廢除後的1981年，可從航空相片看見遺址變為空地。
  - 1974年的航空照片 (CCG747-C12B-19) - 大須口 - 下大河之間。
  - 1974年的航空照片 (CCG747-C13-29) - 上大河 - 丹那之間。
  - 1981年的航空照片 (CCG811-C12-25) - 下大河 - 宇品之間。